# António Alexandre Capitão Ribeiro
António Alexandre Capitão Ribeiro (Esposende, 26 de setembro de 1956 — Esposende, 5 de maio de 2025) foi um músico, compositor, pedagogo e maestro coral português. Fundador e diretor artístico de vários agrupamentos corais, destacou-se pela dedicação ao ensino, à música sacra e à dinamização cultural na cidade de Esposende.  

## Biografia
Concluiu os estudos de piano e composição no Conservatório de Música do Porto, tendo como professores Maria de Lourdes Alves e Cândido Lima. Em 1988 realizou a profissionalização no ensino na Escola Superior de Educação de Viana do Castelo. Prosseguiu estudos em canto com Rui Taveira e em órgão com Rosa Amorim. Em 2011 licenciou-se em Canto Teatral no Conservatório Superior de Música de Vila Nova de Gaia, sob orientação de Fernanda Correia, estudando também direção musical com Mário Mateus.  
Foi professor fundador da Escola de Música de Esposende (1987), onde desenvolveu intenso trabalho pedagógico, sobretudo na música coral. Lecionou igualmente na Academia de Música de Viana do Castelo, na Escola Básica e Secundária de Monte da Ola (Viana do Castelo), na Escola Diocesana de Música Litúrgica do Porto e na Igreja da Lapa (Porto).  

## Atividade artística
Dirigiu e integrou diversos grupos de música de câmara e corais: Portogalante Ensemble, grupo In Itinere da Universidade de Santiago de Compostela, Coro Madrigália e o Grupo Vocal de Música Contemporânea do Conservatório Superior de Vila Nova de Gaia.  
Como diretor artístico do Grupo de Câmara de Esposende, apresentou-se em concertos no país e na Galiza, destacando-se a participação na Temporada de Música de São Roque (Lisboa), no Festival de Música Sacra da Igreja Românica de São Pedro de Rates e na Sé de Tui, onde recebeu o 1.º prémio no Concurso de Vilancicos e Panxölinas de Natal.  
Entre 1985 e 2025 foi diretor artístico do Coral de Esposende, onde desenvolveu um trabalho de relevo na música litúrgica e de concerto. Fundou ainda o Coro de Pequenos Cantores de Esposende, o Coro de Câmara Cantus Solemnis, o Coro de Câmara da Igreja Matriz de Esposende e dirigiu agrupamentos como o Grupo Polifónico Masculino de Antas e o Coral Polifónico de Viana do Castelo.  

## Composição
Compôs diversas obras sacras e corais, muitas vezes destinadas a agrupamentos locais. Entre as suas obras mais significativas estão:  
- Paixão de Nosso Senhor Jesus Cristo segundo São João (2024), encomenda do Município de Esposende.
- A Nossa Catraia, sobre texto de António Miquelino.
- Hino Cidade de Esposende, sobre poema de Agostinho Teixeira.
- Te Deum, para a celebração dos 450 anos da elevação de Esposende a vila.

Além destas, compôs numerosas missas completas para coro misto, a 3 vozes e para voz solista, motetes, cânticos diversos, Paixões e cânticos da Semana Santa, que serão publicados em breve.  
Foi também intérprete de órgão de tubos, promovendo a valorização do histórico instrumento da Igreja Matriz de Esposende.  

## Reconhecimento
Em 2006 recebeu a Medalha de Mérito Cultural do Município de Esposende. Foi igualmente sócio fundador e vice-presidente do Fórum Esposendense, colaborando em várias iniciativas culturais locais.  
Em 23 de março de 2024, no âmbito da programação cultural da Quaresma e Semana Santa promovida pelo Município de Esposende, o Coro de Pequenos Cantores de Esposende e o Coro Ars Vocalis estrearam a obra *Paixão de Nosso Senhor Jesus Cristo Segundo S. João*, composta por António Capitão Ribeiro. O concerto teve lugar na Igreja Matriz de Esposende, destacando-se como um momento significativo e histórico local. 
O Município de Esposende, em voto de pesar pelo seu falecimento, reconheceu António Capitão Ribeiro como "uma figura ilustre e proeminente na história cultural de Esposende e grande referência para muitos músicos e amantes da arte".

## Falecimento
António Capitão Ribeiro faleceu a 5 de maio de 2025, no mesmo dia em que se assinalavam 29 anos do falecimento da sua mãe. 

## Legado
António Capitão Ribeiro é lembrado como um músico dedicado, pedagogo influente e figura central na promoção da música coral e sacra em Esposende, deixando um legado duradouro através de suas composições e ensino.
No silêncio eterno que criou, vive o exemplo que transformou vidas e deixou o seu legado em cada coração que tocou. - citação de Ana Madalena Ribeiro
"Quando da terra eu partir, fazei Jesus permitir por Vossa Mãe, a vitória.
Quando o meu corpo morrer faz que a minha alma alcance a glória do Paraíso." Excerto escrito por António A.C. Ribeiro na Paixão Segundo S. João – 2024 